# 巴利亚坎迪乌帕齐拉
巴利亚坎迪乌帕齐拉 (英语: Baliakandi Upazila) 是孟加拉国达卡专区拉杰巴里县的一个乌帕齐拉。

## 地理
巴利亞坎迪位於23°38′07″N 89°32′58″E / 23.6352457°N 89.5495388°E。其區域內部有28668戶家庭，總面積為242.53 平方公里。